# Адам-Вацлав Цешинський
Адам-Вацлав Цешинський (нім. Adam Wenzel von Teschen, пол. Adam Wacław Cieszyński; 12 грудня 1574 — 13 липня 1617) — князь Цешинський (1579—1617). Представник Сілезької гілки династії П'ястів. Старший син Вацлава III Адама Цешинського.

## Біографія
Адам-Вацлав Цешинський народився 12 грудня 1574 року в Цешині, в родині Вацлава ІІІ Адама, князя Цешинського, та його другої дружини Катерини-Сідонії Сасконсько-Лауенбурзької. Після смерті батька в листопаді 1579 року 4-річний хлопчик став новим головою Цешинського князівства. Проте до 1594 року, до досягнення повноліття, країною фактично правила його матір, регентша князівства, а після її смерті — князі Юрій ІІ Брегський та Кароль ІІ Зембицький.
Протягом 1587—1595 років Адам-Вацлав провів при дворі саксонського курфюста Християна І. Після цього він поверувся до Цешина й став правити особисто. 1595 року князь одружився із Єлизаветою Кеттлер, донькою Готтгарда, першого герцога Курляндії і Семигалії.
Адам-Вацлав підтримував австрійський дім Габсбургів у війнах проти Османської імперії, а також проти опозиції імператора в Угорщині. Князь також вів боротьбу із протестантизмом, був провідником католицької реформи у регіоні.
Адам-Вацлав помер 13 липня 1617 року в околицях Цешина, у віці 42 років. Його поховали у цешинській Домініканській церкві.

## Сім'я
- Батько: Вацлав III Адам Цешинський (1524—1579) — цешинський герцог.
- Матір: Катерина-Сідонія Саксонсько-Лауенбурзька (?—1594) — саксонська герцогиня, донька Франциска І Саксонсько-Лауенбурзького.
- Дружина (∞ 1595): Єлизавета Кеттлер (?—1601) — герцогиня курляндська і семигальська, донька Готтгарда Кеттлера.
- Діти:

- Сини:

Адам-Готтгард (1596—1597)
Християн-Адам (1600—1601)
Фрідріх-Вільгельм (1601—1625) — князь Цешинский .
- Доньки:

Анна-Сідонія (1598—1619) ∞ 1616: Яків-Ганнібал ІІ, граф гогенмсський.
Єлизавета-Лукреція (1599—1653) ∞ 1618: Гундакар, князь ліхтенштейнський.
- Коханка: Маргарита Костляхова (1584—1617)
- Діти:

Вацлав-Готфрід (1608—1672) — барон Гогенштайн.